# Svjetski kup u hokeju na travi za žene 1983.
5. svjetski kup u športu hokeju na travi za žene se održao 1983. u Maleziji, u Kuala Lumpuru.
Krovna organizacija za ovo natjecanje je bila Međunarodna federacija za hokej na travi.

## Sudionice
Sudjelovalo je dvanaest djevojčadi:  izabrane djevojčadi iz Engleske, Argentine, SR Njemačke, Nizozemske, Walesa, SAD-a, Novog Zelanda, SSSR-a, Australije, Škotske, Kanade i Indije.

## Konačna ljestvica
| Mj. | Djevojčad   |
| --- | ----------- |
| 1.  | Nizozemska  |
| 2.  | Kanada      |
| 3.  | Australija  |
| 4.  | SR Njemačka |
| 5.  | Engleska    |
| 6.  | SAD         |
| 7.  | Novi Zeland |
| 8.  | Škotska     |
| 9.  | Argentina   |
| 10. | SSSR        |
| 11. | Indija      |
| 12. | Wales       |

| Svjetske prvakinje 1983. |
| ------------------------ |
| Nizozemska Treći naslov  |